# Подслон (Добричская область)
Подслон (болг. Подслон) — село в Болгарии. Находится в Добричской области, входит в общину Добричка. Население составляет 400 человек.

## Политическая ситуация
В местном кметстве Подслон, в состав которого входит Подслон, должность кмета (старосты) исполняет Райка Георгиева Костадинова (Болгарская социалистическая партия (БСП)) по результатам выборов правления кметства.
Кмет (мэр) общины Добричка — Петко Йорданов Петков (Болгарская социалистическая партия (БСП)) по результатам выборов в правление общины.